# Samuel David Gross
Samuel David Gross (Easton, 8 luglio 1805 – Filadelfia, 14 febbraio 1884) è stato un chirurgo statunitense.
Fu, oltre che chirurgo, urologo, patologo, anatomista e storico della medicina. Ricoprì nel 1868 la carica di presidente dell'"American Medical Association", la maggiore associazione medica statunitense. Fu immortalato all'apice della carriera da Thomas Eakins nel celebre dipinto "The Gross Clinic", mentre teneva lezione al Jefferson Medical College.

## Biografia

### Infanzia e studi giovanili
Samuel David Gross nacque nel 1805 in una fattoria a Easton (Pennsylvania), da una famiglia di origini tedesche (il bisnonno di Samuel era infatti emigrato nel '600 dal Basso Palatinato), che parlava il Tedesco della Pennsylvania. Sin da bambino, Gross sviluppò una forte passione per la medicina tanto da decidere, all'età di soli 5 anni, di diventare medico. Dopo essersi dedicato per un breve periodo di tempo all'apprendistato presso due medici locali (esperienza tra l'altro poco soddisfacente), iniziò a lavorare sotto la tutela di Joseph Swift, medico laureato dell'Università della Pennsylvania, che constatò nel giovane una preparazione insufficiente per esercitare la professione di medico. Gross frequentò così diverse scuole preparatorie, finendo per ricevere un'educazione in studi classici. Terminati gli studi, tornò a lavorare con Swift, imparando la mineralogia, la chirurgia, la fisiologia, l'anatomia e l'ostetricia ma, non soddisfatto della sua preparazione, decise di iscriversi al neonato Jefferson Medical College di Filadelfia, di cui ammirava profondamente il fondatore, George McClellan.

### La carriera universitaria
Gross si laureò nel 1828, con la tesi "The Nature and Treatment of Cataract". Subito dopo aprì uno studio privato nei pressi del college, dedicandosi nel tempo libero alle traduzioni dal francese e dal tedesco di numerose opere medico-chirurgiche e ostetriche. Tale attività gli consentì di pubblicare numerosi manuali e diversi documenti, conferendogli anche una certa reputazione, ma allo stesso tempo non garantiva guadagni sufficienti per mantenere moglie e figli. Per questo motivo, Gross decise di far ritorno nella natia Easton, città con un basso tenore di vita e maggiori prospettive per giovani medici. Qui comprò una casa e vi costruì nel retro un piccolo laboratorio di anatomia, in cui ben presto iniziò a praticare dissezioni umane e animali. 
Nel 1833 si trasferì a Cincinnati, dove ottenne la cattedra di anatomia presso il Medical College of Ohio; dopo soli due anni fu nominato professore di anatomia patologica al Medical Department del College di Cincinnati. Durante gli anni trascorsi a Cincinnati, nonostante fosse relegato a far lezione in un attico invece che in un regolare anfiteatro a causa dell'invidia del direttore del dipartimento di anatomia, incrementò le sue conoscenze anatomiche conducendo innumerevoli autopsie.
Nel 1839 furono pubblicati in inglese i suoi “Elements of Pathological Anatomy”, lavoro che riportava per intero i progressi compiuti in Europa nell'ambito dell'anatomia patologica. Tuttavia la sua grande passione rimaneva la chirurgia, e fu così che nel 1840 accettò la cattedra di chirurgia all'Institute of Medicine a Louisville. Qui Gross rimase per sedici anni, fatta eccezione per un anno infelice trascorso all'Università di New York come professore di chirurgia. Gli studi sperimentali, a cui si dedicava con dedizione assoluta, resero possibile la pubblicazione nel 1843 di "Wounds of The Intestines", trattato sulle ferite dell'intestino. In particolare, diversi esperimenti effettuati sui cani consentirono a Gross di determinare la grandezza massima di una ferita intestinale prima dell'insorgenza della peritonite.

### Ritorno a Filadelfia e successo internazionale
Nel 1856 tornò a Philadephia, avendo accettato la cattedra di chirurgia offertagli dal Jefferson Medical College. Tre anni dopo pubblicò il testo che gli conferì notorietà internazionale: “A System Of Surgery; Pathological, Diagnostic, Therapeutic and Operative”, un'opera in due volumi con più di duemila pagine e millecinquecento illustrazioni che riportava in maniera sistematica e completa tutti gli aspetti della diagnostica e della tecnica chirurgica, oltre ad una serie di innovazioni in chirurgia (es. laparatomia nei casi di rottura della vescica, sutura dei nervi e tendini recisi, utilizzo del gesso adesivo nel trattamento delle fratture). 
Nel 1861, in piena Guerra Civile, lavorò come consulente chirurgico e il suo “Manual Of Military Surgery” fu di fondamentale importanza per i chirurghi militari, al punto da essere tradotto in tedesco e giapponese.
Divenuto oramai il chirurgo statunitense più eminente del tempo, contribuì alla fondazione dell'American Surgical Association  e della Philadelphia Pathological Association.  Nel 1868 fu eletto Presidente dell'AMA (American Medical Association), gettando le basi per la creazione del  “Journal of the American Medical Association”(JAMA), rivista medica attualmente più diffusa e una delle più influenti al mondo
Durante una visita in Europa, fu insignito delle lauree ad honorem dalle Università di Oxford, Cambridge e Edimburgo.
Nel 1875 fu immortalato da Thomas Eakins nel The Gross Clinic, considerato uno dei migliori dipinti statunitensi del XIX secolo. Il dipinto, la cui proprietà è condivisa dal Philadelphia Museum of Art e dal Pennsylvania Academy of the Fine Arts, celebra Gross mentre è alle prese con la rimozione di un tumore maligno alla gamba, durante una lezione di tecnica chirurgica tenutasi nell'anfiteatro medico del Jefferson Medical College.

### Ultimi anni e morte
Negli ultimi anni di vita, pur continuando ad esercitare la pratica medica, si dedicò anche alla storia della medicina e della chirurgia negli Stati Uniti, pubblicando diverse biografie su medici statunitensi.
Morì a Filadelfia nel 1884 all'età di 78 anni. L'autopsia mostrò un cervello di grandi dimensioni e una condizione generale di salute degli organi.
Fu cremato e le sue ceneri poste nel cimitero della città, così come aveva richiesto nelle sue ultime volontà.

## Opere
Nei primi anni di carriera, Gross si dedicò alle traduzioni dal francese e dal tedesco di diversi testi medici. La prima opera originale risale al 1830, anno di pubblicazione de The Anatomy, Physiology, and Diseases of the Bones and Joints, ma fu grazie a Elements of Pathological Anatomy (1839) che Gross iniziò a conquistarsi una certa fama in campo internazionale: l'opera, riccamente illustrata, riscosse un discreto successo e fu apprezzata anche da diverse autorità scientifiche, tra cui il patologo Rudolf Virchow. Tra le sue pubblicazioni, oltre la celebre "A System Of Surgery; Pathological, Diagnostic, Therapeutic and Operative" del 1859, rientrano:
- An Experimental and Critical Inquiry into the Nature and Treatment of Wounds of the Intestines (Louisville, 1843)
- A Practical Treatise on the Diseases, Injuries, and Malformations of the Urinary Bladder, the Prostate Gland, and the Urethra (Philadelphia, 1851)
- A Practical Treatise on Foreign Bodies in the Air-Passages (Philadelphia, 1854)
- The Lives of Eminent American Physicians and Surgeons of the Nineteenth Century (Philadelphia, 1861)
- History of American Medical Literature from 1776 to the Present Time (Philadelphia, 1876)
- A Manual of Military Surgery (Philadelphia, 1887)
- Autobiography of S.D.Gross (Philadelphia, 1887)

## Curiosità
A giustifica della propria prolificità di scrittore, Gross nella sua autobiografia sostenne di dedicare dalle cinque alle otto ore al giorno agli studi sperimentali e ai manoscritti, distolto unicamente dalle interruzioni dei pazienti.